# Talbot-Lago T120
La T120 era un'autovettura di lusso prodotta tra il 1936 ed il 1939 dalla Casa automobilistica anglo-francese Talbot.

## Profilo
La T120 era una vettura che sfruttava il telaio e la meccanica della contemporanea Talbot Baby 17CV, rispetto alla quale si posizionava più in alto per classe ed eleganza. Le carrozzerie in ogni caso venivano realizzate su misura per ogni cliente da diverse aziende specializzate nel settore. Alcune T120 furono per esempio carrozzate da Figoni & Falaschi, un carrozziere che nella seconda metà degli anni trenta realizzò delle carrozzerie in puro stile "flamboyant", aerodinamico fino all'eccesso.

La T120 era equipaggiata da un 6 cilindri da 2996 cm³ in grado di sviluppare 90 CV di potenza massima e di raggiungere i 130 km/h di velocità massima.

Fu prodotta fino al 1939.